# Diocesi di Ji-Paraná
La diocesi di Ji-Paraná (in latino: Dioecesis Giparanensis) è una sede della Chiesa cattolica in Brasile suffraganea dell'arcidiocesi di Porto Velho. Nel 2021 contava 514.000 battezzati su 853.700 abitanti. È retta dal vescovo Norbert Hans Christoph Foerster, S.V.D.

## Territorio
La diocesi comprende la parte centrale dello stato brasiliano di Rondônia e l'estremo nord-ovest del Mato Grosso, per un totale di 29 comuni: Alta Floresta d'Oeste, Alto Alegre dos Parecis, Alvorada d'Oeste, Cacoal, Castanheiras, Espigão d'Oeste, Governador Jorge Teixeira, Jaru, Ji-Paraná, Ministro Andreazza, Mirante da Serra, Nova Brasilândia d'Oeste, Nova União, Novo Horizonte do Oeste, Ouro Preto do Oeste, Parecis, Pimenta Bueno, Presidente Médici, Primavera de Rondônia, Rolim de Moura, Santa Luzia d'Oeste, São Felipe d'Oeste, Teixeirópolis, Theobroma, Urupá, Vale do Paraíso, Vilhena, Chupinguaia e Rondolândia (MG).
Sede vescovile è la città di Ji-Paraná, dove si trova la cattedrale di San Giovanni Bosco.
Il territorio si estende su una superficie di 93.783 km² ed è suddiviso in 24 parrocchie, raggruppate in 6 regioni pastorali.

## Storia
La prelatura territoriale di Vila Rondônia fu eretta il 3 gennaio 1978 con la bolla Tametsi munus di papa Paolo VI, ricavandone il territorio dalle prelature territoriali di Porto Velho (oggi arcidiocesi) e di Guajará-Mirim (oggi diocesi).
Originariamente suffraganea dell'arcidiocesi di Manaus, il 4 ottobre 1982 entrò a far parte della provincia ecclesiastica dell'arcidiocesi di Porto Velho.
Il 19 febbraio 1983 in forza della bolla Ab ipsa Ecclesiae di papa Giovanni Paolo II la prelatura territoriale è stata elevata a diocesi e ha assunto il nome attuale.
Il 23 dicembre 1997 ha ceduto una porzione del suo territorio a vantaggio dell'erezione della diocesi di Juína.

## Cronotassi dei vescovi
Si omettono i periodi di sede vacante non superiori ai 2 anni o non storicamente accertati.
- José Martins da Silva, S.N.D. † (3 gennaio 1978 - 4 ottobre 1982 nominato arcivescovo di Porto Velho)
- Antônio Possamai, S.D.B. † (4 marzo 1983 - 11 aprile 2007 ritirato)
- Bruno Pedron, S.D.B. † (11 aprile 2007 - 5 giugno 2019 ritirato)
- Norbert Hans Christoph Foerster, S.V.D., dal 2 dicembre 2020

## Statistiche
La diocesi nel 2021 su una popolazione di 853.700 persone contava 514.000 battezzati, corrispondenti al 60,2% del totale.
| anno | popolazione | popolazione | popolazione | presbiteri | presbiteri | presbiteri | presbiteri                | diaconi | religiosi | religiosi | parrocchie |
| anno | battezzati  | totale      | %           | numero     | secolari   | regolari   | battezzati per presbitero | diaconi | uomini    | donne     | parrocchie |
| ---- | ----------- | ----------- | ----------- | ---------- | ---------- | ---------- | ------------------------- | ------- | --------- | --------- | ---------- |
| 1980 | 231.000     | 352.000     | 65,6        | 13         |            | 13         | 17.769                    |         | 16        | 21        | 30         |
| 1990 | 400.000     | 500.000     | 80,0        | 43         | 7          | 36         | 9.302                     |         | 44        | 69        | 20         |
| 1999 | 486.500     | 695.435     | 70,0        | 34         | 7          | 27         | 14.308                    |         | 14        | 28        | 20         |
| 2000 | 457.500     | 750.000     | 61,0        | 60         | 15         | 45         | 7.625                     |         | 57        | 70        | 20         |
| 2001 | 426.000     | 700.000     | 60,9        | 47         | 15         | 32         | 9.063                     |         | 37        | 82        | 19         |
| 2002 | 500.000     | 700.000     | 71,4        | 51         | 16         | 35         | 9.803                     |         | 39        | 71        | 19         |
| 2003 | 500.000     | 700.000     | 71,4        | 45         | 16         | 29         | 11.111                    |         | 34        | 74        | 19         |
| 2004 | 480.000     | 709.938     | 67,6        | 48         | 21         | 27         | 10.000                    |         | 31        | 63        | 19         |
| 2006 | 409.000     | 733.000     | 55,8        | 49         | 24         | 25         | 8.346                     |         | 36        | 67        | 19         |
| 2013 | 455.000     | 801.000     | 56,8        | 59         | 32         | 27         | 7.711                     |         | 38        | 38        | 22         |
| 2016 | 494.000     | 821.000     | 60,2        | 51         | 24         | 27         | 9.686                     | 1       | 37        | 34        | 23         |
| 2019 | 506.000     | 840.400     | 60,2        | 58         | 28         | 30         | 8.724                     | 1       | 33        | 37        | 24         |
| 2021 | 514.000     | 853.700     | 60,2        | 54         | 27         | 27         | 9.518                     | 1       | 32        | 24        | 24         |